# Governatori coloniali di Grenada
Quello che segue è un elenco di viceré e governatori coloniali di Grenada, dalla fondazione della colonia francese nel 1649 sino all'indipendenza dal Regno Unito nel 1974. Dopo l'indipendenza, il viceré di Grenada cessò di rappresentare il monarca ed il governo britannico, venendo sostituito dal governatore generale di Grenada.

## Governatori francesi di Grenada (1649–1762)
- Jean Le Comte, 1649–1654
- Louis Cacqueray de Valminière, 1654–1658
- Dubuc 1658
- Jean Faudoas de Cérillac, 1658–1664
- Vincent, 1664–1670
- Louis de Canchy de Lerole, 1671–1674
- Pierre de Sainte-Marthe de Lalande, 1675–1679
- Jacques de Chambly, 1679–1680
- Nicholas de Gabaret, 1680–1689
- Louis Ancelin de Gemostat, 1690–1695
- Jean-Léon Fournier de Carles de Pradine, 1695?–1696?
- De Bellair de Saint-Aignan, 1696–1700
- Joseph de Bouloc, 1701–1708
- Guillaume-Emmanuel-Théodore de Maupeou, conte di l'Estrange, 1711–1716
- Jean-Michel de Lespinay, 1717–3 gennaio 1721
- Jean Balthazard du Houx, 1721–1722
- Robert Giraud du Poyet, 1723–1727
- Charles de Brunier, marchese di Larnage, 1727–1734
- Jean-Louis Fournier de Charles de Pradine, 1734–1748
- Longvilliers de Poincy, 1748–1757
- Pierre-Claude Bonvoust d'Aulnay de Prulay, 1757–1762

## Governatori inglesi di Grenada (1762–1802)
Nel 1763, il Trattato di Parigi cedette Grenada al Regno Unito.
- George Scott, 1762–1764
- Robert Melville, 1764, formalmente, 1ª volta
- Ulysses FitzMaurice, 1764–1770, 1ª volta
- Robert Melville, 1770–1771, 2ª volta
- Ulysses FitzMaurice, 1771, 2ª volta
- William Leybourne, 1771–1775
- William Young, 1776
- George Macartney, lord Macartney, 1776–1779
- Jean-François, comte de Durat, 1779–1783, Governatore generale, (occupazione francese)
- Edward Mathew, 1784–1785
- William Lucas, 1785–1787, formalmente
- Samuel Williams, 1787–1788, formalmente, 1ª volta
- James Campbell, 1788–1789, formalmente
- Samuel Williams, 1789–1792, formalmente, 2ª volta
- Ninian Home, 17 novembre 1792–1795
- Kenneth Francis Mackenzie, 1795, formalmente
- Samuel Mitchell, 1795–1796, formalmente
- Alexander Houstoun, 1796–1797
- Charles Green, 30 settembre 1797–1801
- Samuel Dent, 1801–1802, formalmente

## Luogotenenti Governatori di Grenada (1802–1882)
Nel 1802, il governatore di Grenada venne sostituito da un luogotenente governatore, subordinato al governatore di Barbados.
- George Vere Hobart, 1802–5 novembre 1802
- Thomas Hislop, 1803–1804
- William Douglas MacLean Clephane, 1804–1805
- Frederick Maitland, 29 marzo 1805–1811
- Abraham Charles Adye, 1811–1812
- George Robert Ainslie, 1812–1813
- Charles Shipley, 1813–1815, formalmente
- George Paterson, 1815–1816, formalmente, 1ª volta
- Phineas Riall, 1816–1823
- George Paterson, 1823–1826, formalmente, 2ª volta
- James Campbell, 1826–1833

Nel 1833, Grenada venne incorporata nelle Isole Sopravento Britanniche assieme a Barbados, Saint Lucia, Saint Vincent e Grenadines. Il Governatore di Barbados mantenne la responsabilità governativa anche su Grenada con un luogotenente governatore come suo subordinato.
- George Middlemore, 1833–1835
- John Hastings Mair, 1835–1836
- Carlo Joseph Doyle, 1836–1846
- Ker Baillie Hamilton, 1846–1853
- Robert William Keate, 1853–1857
- Cornelius Hendricksen Kortright, 1857–1864
- Robert Miller Mundy, 1864–1871
- Sanford Freeling, 1871–1875
- Cyril Clerke Graham, 1875–1877
- Robert William Harley, 1877–1882

## Amministratori di Grenada (1882–1967)
Nel 1882, il ruolo di luogotenente governatore di Grenada venne rimpiazzato da un amministratore coloniale. L'amministratore rimase subordinato al Governatore di Barbados. Nel 1885, Barbados rinunciò al governo delle Isole Sopravento Britanniche. Il nuovo governatore delle Isole Sopravento Britanniche venne nominato, con sede a Grenada. L'amministratore di Grenada rimase in posizione subordinata.
- Irwin Charles Maling, 1882, 1ª volta
- Roger Tuckfield Goldsworthy, 1882–1883
- Edward Laborde, 1883–1886, 1ª volta
- Irwin Charles Maling, 1886–1887, 2ª volta
- Henry Rawlins Pipon Schooles, 1887–1888
- John Elliott, giugno 1888-dicembre 1888
- Robert Baxter Llewelyn, dicembre 1888 - gennaio 1889, 1ª volta
- Edward Laborde, gennaio 1889 - novembre 1889, 2ª volta
- Robert Baxter Llewelyn, novembre 1889 - settembre 1890, 2ª volta
- Lawrence Riky Fyfe, settembre 1890 - novembre 1890
- Edward Rawle Drayton, 1890–1915
- Herbert Ferguson, 1915–1930
- Hilary Rudolph Robert Blood, 1930–1935
- William Leslie Heape, 1935–1940
- Charles Henry Vincent Talbot, 1940–1942
- George Conrad Green, 1942–1951
- Wallace MacMillan, 1951–1957
- James Monteith Lloyd, 1957–1962

Dal 1958 al 1962, Grenada fece parte della Federazione delle Indie Occidentali.
- Lionel Achille Pinard, 1962–1964
- Ian Turbott, 1964–1967

## Governatori di Grenada (1967–1974)
Il 3 marzo 1967, Grenada divenne stato associato del Regno Unito, responsabile dei suoi affari interni. Venne nominato un governatore come rappresentante ufficiale del Regno Unito.
- Ian Turbott, 1967–1968
- Dame Hilda Bynoe, 1968 – 21 gennaio 1974
- Sir Leo de Gale, 24 gennaio 1974 – 7 febbraio 1974, formalmente

Il 7 febbraio 1974, Grenada ottenne l'indipendenza dal Regno Unito e di conseguenza l'incarico cessò di esistere, venendo sostituito da quello di governatore generale di Grenada.